# Le Fils de Joseph
Pour plus de détails, voir Fiche technique et Distribution.
Le Fils de Joseph est un film franco-belge d'Eugène Green sorti le 20 avril 2016.
Le film a été présenté le 12 février 2016 à la Berlinale.

## Synopsis
Eduqué par sa mère, Marie, Vincent est un adolescent qui part à la recherche de son père biologique et trouve en chemin un père spirituel.

## Fiche technique
- Réalisation : Eugène Green
- Scénario : Eugène Green
- Direction artistique :
- Décors : Paul Rouschop
- Costumes : Agnès Noden
- Photographie : Raphael O'Byrne
- Son : Benoît de Clerck
- Montage : Valérie Loiseleux
- Musique :
- Production : Francine et Didier Jacob
- Société(s) de production : Coffee and Films
- Société(s) de distribution : Les Films du losange
- Budget : 1,4 million d'euros[1]
- Pays d'origine :  France  Belgique
- Langue originale : français
- Format :
- Genre : drame
- Durée : 1 h 55
- Dates de sortie : 
  - 12 février 2016 à la Berlinale
  - France : 20 avril 2016

## Distribution
- Victor Ezenfis : Vincent
- Natacha Régnier : Marie, la mère de Vincent
- Fabrizio Rongione : Joseph
- Mathieu Amalric : Oscar Pormenor, éditeur, frère de Joseph
- Maria de Medeiros : Violette Tréfouille
- Julia de Gasquet : Bernadette, la secrétaire d'Oscar
- Jacques Bonnaffé : le paysan à l'âne
- Christelle Prot : Philomène
- Adrien Michaux : Philibert
- Louise Moaty : une comédienne
- Claire Lefilliâtre : une chanteuse
- Vincent Dumestre : Théorbiste

## Composition
Le film est construit en cinq parties : le sacrifice d'Abraham, le veau d'or, le sacrifice d'Isaac, le charpentier et la Fuite en Egypte. Tous les noms de parties sont des références bibliques.

## Tournage
Le film a été en partie tourné dans un appartement de la rue Saint-Martin à Paris en juillet-août 2015.